# Tejupilco
Tejupilco är en kommun i Mexiko.   Den ligger i delstaten Mexiko, i den södra delen av landet, 130 km sydväst om huvudstaden Mexico City. Antalet invånare är 71 077. Arean är 1,3 kvadratkilometer.
Terrängen i Tejupilco är platt åt nordväst, men åt sydost är den kuperad.